# 黒崎町 (岡山県)
黒崎町（くろさきちょう）は、かつて岡山県浅口郡にあった町である。1953年（昭和28年）4月1日に玉島市に編入され廃止となった。現在は倉敷市玉島地域の黒崎地区にあたる。ここでは、町制施行前の名称である黒崎村（くろさきそん）についても述べる。

## 歴史
- 1889年（明治22年）6月1日 - 町村制施行により浅口郡黒崎村が発足。自然村単独での自治体移行のため大字は編成されなかった。
- 1951年（昭和26年）1月1日 - 黒崎村が黒崎町となる[1]。
- 1953年（昭和28年）4月1日 - 黒崎町が富田村とともに玉島市に編入される。同日黒崎町は廃止。黒崎町域は玉島市黒崎となる。
- 1967年（昭和42年）2月1日 - 玉島市が倉敷市・児島市と合併し新制倉敷市となる。玉島市黒崎は倉敷市玉島黒崎となる。
- 1995年（平成7年）7月1日 - 玉島黒崎土地区画整理事業に基づく換地処分公告が行われる。翌7月2日より玉島黒崎の一部が玉島黒崎新町として分立[2]。